# کتابخانه ملی فرانسه
کتابخانه ملی فرانسه یا بیبلیوتک ناسیونال (به فرانسوی: Bibliothèque nationale de France) در پاریس، زمانی بزرگ‌ترین کتابخانه ملی در جهان بود. سابقهٔ تأسیس آن به سال ۱۳۶۸ میلادی بازمی‌گردد. اکنون بیش از بیست میلیون جلد کتاب در آن نگهداری می‌شود.
هستهٔ اصلی و اولیه کتابخانه را مجموعهٔ شارل پنجم تشکیل می‌دهد که در سال ۱۳۶۸میلادی، کتابخانه‌ای اختصاصی با تقریباً ۱۰۰۰ نسخه خطی را در یکی از تالارهای ساختمان لوور برای خود دایر کرد. در زمان لویی یازدهم (۱۴۸۳–۱۴۶۱) تعدادی نسخه خطی و کتاب‌های چاپی مصادره‌شده به آن افزوده شد. شارل هشتم و لویی دوازدهم نیز به توسعه آن پرداختند و محل کتابخانه با تغییر محل اقامت پادشاهان، از قصری به قصر دیگر تغییر می‌کرد. در سال ۱۵۲۳ سرپرستی کتابخانه به گیوم بوده دانشمند مشهور علوم انسانی واگذار گردید و محل آن در قصر فونتن بلو تثبیت گردید.
در حیاط این کتابخانه باغی وجود دارد که سالی یکبار بر روی عموم باز می‌شود.